# 小行星5800
小行星5800（英語：5800 Pollock）是一颗围绕太阳公转的小行星。1982年10月16日，安東寧·姆爾科斯在克列特发现了此天体。
这颗小行星的绝对星等为251.521693252243等。